# Sebastian Marka
Sebastian Marka (nascut el 1978 a Ginebra, Suïssa) és un director i editor de cinema alemany.

## Vida i feina
Sebastian Marka va néixer a Ginebra el 1978 i va créixer a Königsbach-Stein prop de Karlsruhe. Després de completar el seu Zivildienst (servei civil alternatiu), Marka va començar a estudiar a la Filmakademie Baden-Württemberg el 2001 i es va graduar el 2005 amb una llicenciatura en Cinema i mitjans de comunicació.
Mentre encara era estudiant, Marka va començar a treballar com a editor de pel·lícules. Va editar anuncis publicitaris, curtmetratges i llargmetratges. Després de graduar-se, va continuar el seu treball d'edició i va ser responsable de l'edició de diverses Producció televisiva com Unschuldig o 100 Code, una sèrie de drama criminal sueca coproduïda internacionalment.
El 2010 es va estrenar el curtmetratge-thriller de Marka Interview, pel qual va rebre molts premis als festivals de cinema alemanys i internacionals.
A causa de l'èxit del seu curtmetratge "Interview" va rebre els seus primers encàrrecs de direcció. Després de dirigir cinc episodis de la sèrie de televisió alemanya Notruf Hafenkante, Marka va rodar deu capítols de 90 minuts de la popular sèrie de drama policial Tatort des del 2013, tres dels quals va editar ell mateix. Els episodis de Tatort publicats van ser gairebé tots elogiats per la premsa alemanya i van rebre bones valoracions d'IMDb. Per exemple, el crític de cinema alemany Rainer Tittelbach va escriure l'octubre de 2018 que Marka havia creat "pel·lícules criminals excepcionals" (Ausnahmekrimis). El crític de Spiegel Online Christian Buß també va escriure en una ressenya de "Tatort" del 2018, que Marka havia "ampliat amb art repetidament el format de la sèrie amb episodis cinematogràfics de 'Tatort' com l'episodi de Berlín 'Meta' o la variació 'Se7en' . A més, alguns dels capítols "Tatort" van guanyar premis nacionals i internacionals. Per exemple, l'episodi Tatort: Es lebe der Tod va celebrar la seva estrena internacional al Festival de Cinema d'Austin el 2016. I Marka va guanyar un premi del públic per ell al Festival de Cinema de Nashville el 2017 i va rebre un premi del jurat al Garden State Film Festival el 2017. Per a l'episodi "Tatort" Die Wahrheit Marka i guionista Erol Yesilkaya van ser nominats al prestigiós Premi Grimme el 2017. Van rebre el premi Grimme el 2019 pel seu episodi "Tatort" Meta.
Els tres episodis de "Tatort" guardonats i quatre episodis més es van crear en col·laboració amb Erol Yesilkaya. Va escriure els guions dels set episodis. Marka havia conegut Yesilkaya el 2012 i fins ara ha treballat nou vegades junts. En una entrevista a la revista comercial alemanya Blickpunkt:Film, Marka compara la seva cooperació amb el "principi showrunner". Durant el procés de realització d'una pel·lícula, des del desenvolupament de la idea fins a l'edició cinematogràfica, Yesilkaya i Marka estarien en constant intercanvi d'informació per aconseguir un bon resultat.
El 20 d'octubre de 2020, la distòpica pel·lícula de ciència-ficció de Marka Exit es va emetre al canal de televisió nacional alemany Das Erste. Yesilkaya va tornar a escriure el guió de la pel·lícula, que se situa l'any 2047 i aborda la dimensió i l'impacte de la intel·ligència artificial i la vida digital. El crític de cinema alemany Arno Frank de Spiegel Online va dir que una "distòpia perfectament formada com "Exit" […] encara no s'ha vist a la televisió pública" a Alemanya.
Es va anunciar a la premsa el 2 de febrer de 2021 que Marka i Yesilkaya filmarien la novel·la fantàstica best-seller alemanha Der Greif (1989) de Wolfgang Hohlbein  com a sèrie per a Amazon Prime Video. El llançament de Der Greif era previst per 2023.

## Filmografia (selecció)

### Director
- 2010: Interview (curtmetratge)
- 2015: Notruf Hafenkante (5 episodis de 2013 a 2015), (sèrie de televisió)
- 2015: Tatort - Das Haus am Ende der Straße (sèrie de televisió)
- 2015: Tatort - Hinter dem Spiegel (sèrie de televisió)
- 2016: Tatort - Die Wahrheit (sèrie de televisió)
- 2016: Tatort - Es lebe der Tod (sèrie de televisió)
- 2016: Tatort - Die Wahrheit (sèrie de televisió)
- 2017: Tatort - Der scheidende Schupo (sèrie de televisió)
- 2017: Hit Mom: Mörderische Weihnachten, (telefilm)
- 2018: Tatort - Meta (sèrie de televisió)
- 2018: Tatort - KI (sèrie de televisió)
- 2019: Tatort - Ein Tag wie jeder andere (sèrie de televisió)
- 2020: Tatort - Parasomnia (sèrie de televisió)
- 2020: Exit (telefilm)
- 2021: Tatort - Pavlovs Köter (sèrie de televisió)
- 2023: The Gryphon (sèrie de televisió)

### Editor
- 2003: Der Ärgermacher (llargmetratge)
- 2006: Zores (telefilm)
- 2008: 1. Mai – Helden bei der Arbeit (episodi Uwe) '
- 2008: Unschuldig (4 episodis), (sèrie de televisió)
- 2009: Killerjagd. Töte mich, wenn du kannst (telefilm)
- 2009: Parkour (llargmetratge)
- 2010: Interview (curtmetratge)
- 2011: Schreie der Vergessenen (telefilm)
- 2015: 100 Code (3 episodis), (crime drama series)
- 2018: Tatort - Meta (sèrie de televisió)
- 2018: Tatort - KI (sèrie de televisió)
- 2019: Tatort - Ein Tag wie jeder andere (sèrie de televisió)
- 2020: Exit (telefilm)

### Altres
- 2023: The Gryphon (sèrie de televisió), (idea, productor, Productor guionista)

## Premis i nominacions
Buenos Aires Rojo Sangre (Argentina) 2010
- Premi Mejor Director Cortometraje en la categoria Sección De Cortometrajes per Sebastian Marka

Indie Fest (USA) 2010
- Award of Merit en la categoria curtmetratge per Sebastian Marka

Oaxaca FilmFest (Mèxic) 2010
- Premi Millor curtmetratge per Sebastian Marka

Celluloid Screams: Sheffield Horror Film Festival (England) 2011
- Prize Millor curtmetratge per Sebastian Marka

FEC Festival (European curtmetratge Festival) (Espanya) 2011
- Premi del públic en la categoria European Competition per Sebastian Marka

Filmfestival Max Ophüls Preis (Alemanya) 2011
- Nominació al premi curtmetratge per Sebastian Marka

Festival Internacional de Cinema d'Oldenburg (Alemanya) 2011
- Nominació al German Independence Award – Millor curtmetratge per Sebastian Marka

Festival Internacional de Cinema de Seattle (USA) 2011
- Nominació al Golden Space Needle Award en la categoria Millor curtmetratge per Sebastian Marka

Festival de Curtmetratges de Miami (USA) 2012
- Premi Millor Narrative per Sebastian Marka

Newport Beach Film Festival (USA) 2012
- Prize Millor curt nattariu per Sebastian Marka

Pentedattilo Film Festival (Italy) 2012
- Premi Millor curt en la categoria Thriller per Sebastian Marka

Festival des deutschen Films (Alemanya) 2016
- Nominació al Ludwigshafener Filmkunstpreis en la categoria Millor German Film for Long Live Death

Garden State Film Festival 2017
- Festival Award en la categoria International Narrative Feature per Long Live Death

Grimme-Preis 2017
- Nominació al Grimme-Preis (Grimme-Award) per Erol Yesilkaya (guionista) i Sebastian Marka (Director) en la categoria Fiction per Tatort: Die Wahrheit

Festival de Cinema de Nashville 2017
- Premi del públic en la categoria Episodic Competition / Long Form per Long Live Death

Grimme-Preis 2019
- Grimme-Preis (Grimme-Award) per Erol Yesilkaya (Screenplay) i Sebastian Marka (Director) en la categoria Outstanding Individual Achievement - Fiction for Tatort: Meta